# Mazères-de-Neste
Mazères-de-Neste è un comune francese di 343 abitanti situato nel dipartimento degli Alti Pirenei nella regione dell'Occitania.

## Società

### Evoluzione demografica
Abitanti censiti